# ديفيد كنودسن
ديفيد كنودسن (بالنرويجية البوكمول: David Knudsen)‏ هو ممثل نرويجي، ولد في 8 أغسطس 1875 في أوسلو في النرويج، وتوفي بنفس المكان في 3 يوليو 1952.

## وصلات خارجية
- ديفيد كنودسن على موقع IMDb (الإنجليزية)
- ديفيد كنودسن على موقع قاعدة بيانات الأفلام السويدية (السويدية)
- ديفيد كنودسن على موقع قاعدة بيانات الفيلم (الإنجليزية)